# Gottfried Huppertz
Gottfried Huppertz (* 11. März 1887 in Köln; † 7. Februar 1937 in Berlin) war ein deutscher Komponist, Sänger, Schauspieler und Dirigent.

## Leben
Huppertz studierte am Konservatorium Köln Musik und arbeitete während des Ersten Weltkrieges in Coburg, wo er 1910 debütierte, als Sänger und Schauspieler. 1920 kam er als Operettensänger nach Berlin an das Theater am Nollendorfplatz.
Seine erste Komposition Rankende Rosen widmete er dem Schauspieler Rudolf Klein-Rogge, der ihn in den frühen 1920er-Jahren mit dem Regisseur Fritz Lang und der Autorin Thea von Harbou, die zu der Zeit noch mit Klein-Rogge verheiratet war, bekannt machte. In dessen Film Dr. Mabuse, der Spieler (1922) wirkte Huppertz als Komparse in der Rolle des Freundes Hull`s mit.
Für Langs Film Die Nibelungen (1922/24) komponierte Huppertz dann seine erste Filmmusik. Während 1925 seine Musik für den Film Zur Chronik von Grieshuus veröffentlicht wurde, arbeitete Huppertz schon an einer weiteren Musik für Fritz Lang, für den Film Metropolis (1927), die seine bekannteste Filmmusik wurde.
Zum 1. Dezember 1932 trat er der NSDAP bei (Mitgliedsnummer 1.399.899).
Außer Filmmusik schrieb Huppertz auch Lieder und arrangierte Werke anderer Komponisten für Salonorchester. Von seiner Musik wurde nur wenig auf Tonträgern veröffentlicht, so zum Beispiel die Titelmusik zum ersten Karl-May-Tonfilm Durch die Wüste (1936) in der Karl-May-Filmmusiksammelbox Wilder Westen, Heißer Orient. Er war Mitglied der Berliner Freimaurerloge Prometheus.

## Filmografie
- 1922/24: Die Nibelungen (2 Teile)
- 1925: Zur Chronik von Grieshuus
- 1927: Metropolis
- 1933: Der Judas von Tirol
- 1933: Elisabeth und der Narr
- 1934: Hanneles Himmelfahrt
- 1935: Der grüne Domino
- 1936: Durch die Wüste (erster Karl-May-Tonfilm)

## Werke
- „Rankende Rosen“ (Text und Musik), 1905
- „Marias Wiegenlied“ (aus: Des Knaben Wunderhorn), Op. 12; (Musik von Gottfried Huppertz)
- „Meereslied“, Musik zu Alexander Adolfis gleichnamigen Märchenspiel, Op. 18, 1918
- „Sylphe: scherzo capriccioso“, Op. 31, 1928
- „Extase phantastique“ (auch: Misterioso fantastico), Januar 1929
- „Groteske“ (Danse grotesque)
- „Neue Liebe – Neues Leben“, Werk 45, Walzer, 1935.
- „Ein Kuß ist wunderbar“, Foxtrot aus dem Ufa-Tonfilm „Der grüne Domino“
- "Die Nibelungen", Fantasie aus der Musik zum gleichnamigen Film für Klavier zu zwei Händen, Drei Masken=Verlag A.=G., Berlin – München – Wien. Copyright 1924 by Decla-Bioscop A-G. Berlin.

## Tonträger
- 1924 – Schellackplatte der Oper „Verliebte Leute“, Huppertz als Sänger auf Seite 1 und 2, VOX-Schallplatten Nr. 04023
- 1927 – „Zu dem Film Metropolis“, Auf Seite 2 Ausschnitte der Huppertz-Filmmusik, VOX Schallplatten, Nr. 08386 und 8387
- 2011 – „Metropolis“, Original Motion Picture Soundtrack, RSO Berlin, Frank Strobel, Capriccio, 1 CD
- 2015 – „Die Nibelungen“, The Complete Original Motion Picture Score, hr-Sinfonieorchester, Frank Strobel, Pan classics, 4 CD
- 2016 – "Zur Chronik von Grieshuus", The Complete Original Motion Picture Score, hr-Sinfonieorchester, Frank Strobel, Pan classics, 2 CD
- 2018 – "Metropolis", The Complete Original Motion Picture Score, Rundfunk-Sinfonieorchester Berlin, Frank Strobel, Pan classics, 2 CD

## Dokumente
Briefe und Musikalien von Gottfried Huppertz befinden sich im Bestand 21070 C. F. Peters, Leipzig im Staatsarchiv Leipzig.